# George Herman Ruth
George Herman "Babe" Ruth (Baltimore, 6. lipnja 1895. – New York, 16. kolovoza 1948.), američki igrač bejzbola i nacionalna ikona SAD-a.